# Chimbela
 Chimbela  es una película de Argentina en blanco y negro  dirigida por José Agustín Ferreyra según su propio guion escrito en colaboración con Antonio Botta que se estrenó el 30 de agosto de 1939 y que tuvo como protagonistas a Elena Lucena y Floren Delbene.

## Sinopsis
Una joven protege y se enamora de un prófugo acusado de asesinato.

## Reparto
- Elena Lucena …. Chimbela
- Floren Delbene… Carlos María Pirán
- Eloy Álvarez    … Don Nicanor
- Salvador Lotito …Ángel
- Nuri Montsé  … Susy Bernard
- Mary Dormal ….Marga de Bernard
- Salvador Arcella
- Carlos Castro
- Luis Martínez
- Alejandro Beltrami ... Pichín
- Julia Méndez
- Rita Molina
- Pura Díaz .... Vecina de Chimbela
- Fernando Campos
- Enrique Cerri
- Mario Mario
- Rafael Carret ... Niño
- Armando Bo
- Raúl Castro

## Comentarios
Manrupe y Portela escriben que "un personaje radial de Lucena, similar a los de Niní Marshall, dio pie a esta  adaptación insustancial de la última etapa de Ferreyra" y en la crónica de La Nación se dijo:

"Sencilla y simpática, honestamente modesta y de recursos fáciles, todas sus situaciones tienden a destacar las aptitudes de la expresiva actriz"